# West Vero Corridor
West Vero Corridor ist  ein census-designated place (CDP) im Indian River County im US-Bundesstaat Florida. Das U.S. Census Bureau hat bei der Volkszählung 2020 eine Einwohnerzahl von 10.039 ermittelt.

## Geographie
West Vero Corridor grenzt im Osten direkt an Vero Beach und liegt etwa 140 km südöstlich von Orlando. Der CDP wird von der Interstate 95 sowie der Florida State Road 60 durchquert bzw. tangiert.

## Demographische Daten
Laut der Volkszählung 2010 verteilten sich die damaligen 7138 Einwohner auf 5813 Haushalte. Die Bevölkerungsdichte lag bei 553,3 Einw./km². 96,3 % der Bevölkerung bezeichneten sich als Weiße, 0,8 % als Afroamerikaner, 0,1 % als Indianer und 0,6 % als Asian Americans. 1,3 % gaben die Angehörigkeit zu einer anderen Ethnie und 0,8 % zu mehreren Ethnien an. 5,2 % der Bevölkerung bestand aus Hispanics oder Latinos.
Im Jahr 2010 lebten in 7,5 % aller Haushalte Kinder unter 18 Jahren sowie 70,5 % aller Haushalte Personen mit mindestens 65 Jahren. 47,9 % der Haushalte waren Familienhaushalte (bestehend aus verheirateten Paaren mit oder ohne Nachkommen bzw. einem Elternteil mit Nachkomme). Die durchschnittliche Größe eines Haushalts lag bei 1,68 Personen und die durchschnittliche Familiengröße bei 2,28 Personen.
7,6 % der Bevölkerung waren jünger als 20 Jahre, 9,3 % waren 20 bis 39 Jahre alt, 16,9 % waren 40 bis 59 Jahre alt und 66,2 % waren mindestens 60 Jahre alt. Das mittlere Alter betrug 70 Jahre. 43,3 % der Bevölkerung waren männlich und 56,7 % weiblich.
Das durchschnittliche Jahreseinkommen lag bei 36.281 $, dabei lebten 10,3 % der Bevölkerung unter der Armutsgrenze.
Im Jahr 2000 war englisch die Muttersprache von 94,68 % der Bevölkerung, spanisch sprachen 2,60 % und 2,72 % hatten eine andere Muttersprache.